# Zalembius
Zalembius is een monotypisch geslacht van straalvinnige vissen uit de familie van brandingbaarzen (Embiotocidae).

## Soort
- Zalembius rosaceus (Jordan & Gilbert, 1880)